# Томшин, Василий Александрович
Васи́лий Алекса́ндрович То́мшин (род. 11 января 1997, Серов, Свердловская область) — российский биатлонист, призёр этапов Кубка мира, чемпион России. Мастер спорта России международного класса.

## Биография
Родился в городе Серов Свердловской области. Отец Василия, Александр Павлович, также являлся мастером спорта по биатлону. Впервые начал заниматься биатлоном в 9-летнем возрасте в спортшколе родного города у Михаила Викторовича Филимонова, а после 8 класса переехал в Екатеринбург, где поступил в местное училище Олимпийского резерва. Личным наставником спортсмена является Сергей Башкиров.
Выпускник Университета имени П.Ф.Лесгафта по специальности «тренер-преподаватель по биатлону». До 2023 года на внутрироссийских соревнованиях представлял Санкт-Петербург, затем перешёл в родную Свердловскую область.
Своим кумиром в спорте Василий называет гольфиста Арнольда Палмера.

### Карьера
Дебютировал на международных соревнованиях в 2016 году на юношеском чемпионате мира, где выступил только в одной индивидуальной гонке, заняв 23-е место. 
Два последующих сезона провёл на этапах юниорского Кубка IBU. Особенно удачным для Василия был сезон 2017/2018, в котором он на первенстве Европы в Поклюке завоевал золото и серебро, а на первенстве мира в Отепя дважды поднимался на верхнюю ступень пьедестала. В том же сезоне успешно дебютировал на Кубке IBU, заняв третье место на этапе в Ханты-Мансийске. Также в активе Василия золото юниорского чемпионата мира 2019 года в Осрблье.
В 2018-2021 гг. регулярно выступал на этапах Кубка IBU, в течение которых неоднократно попадал в топ-10, один раз выиграл личную бронзу и дважды – серебро в составе эстафетной команды.
Олимпийский сезон 2021/2022 также начинал на Кубке IBU, где на этапе в Идре спринте выиграл бронзу спринта, а в гонке преследования одержал свою первую победу. Благодаря успешному выступлению Василий впервые был вызван в основную сборную России на второй этап Кубка мира в Эстерсунде, где в спринте и гонке преследования дважды стал 39-м. На следующем этапе в Хохфильцене после неудачного спринта Томшин отыграл 37 мест и с чистой стрельбой финишировал 10-м в пасьюте, после чего был включен в эстафету, в составе которой, несмотря на заработанный штрафной круг, впервые в карьере завоевал бронзу Кубка мира. 4-й этап в Анси для Василия сложился неудачно (25 и 36 места) и он был вновь отправлен на Кубок IBU, где несколько гонок завершил в топ-6, но завоевать медали не удалось. В конце сезона, в апреле 2022 года впервые стал чемпионом России, выиграв масс-старт в Тюмени.

## Спортивные достижения

### Юниорские и молодёжные достижения
| Год  | Место проведения   | Возраст | Инд | Спр | Пр | Эст | См |
| ---- | ------------------ | ------- | --- | --- | -- | --- | -- |
| 2016 | ЧМ Чейле Градистей | U19     | 23  | —   | —  | —   | —  |
| 2017 | ЧМ Осрблье         | U21     | 53  | —   | —  | —   | —  |
| 2018 | ЧЕ Поклюка         | U21     | 2   | 19  | 10 | —   | 1  |
| 2018 | ЧМ Отепя           | U21     | 14  | 1   | 5  | 1   | —  |
| 2019 | ЧМ Осрблье         | U22     | 23  | 22  | 11 | 1   | —  |

### Чемпионаты Европы
| Год  | Место проведения | Инд | Спр | Пр | СМ | Сусп |
| ---- | ---------------- | --- | --- | -- | -- | ---- |
| 2020 | Раубичи          | —   | 27  | 26 | —  | 29   |
| 2022 | Арбер            | 12  | 17  | 12 | 5  | —    |

| \| 2021/2022 Итоги \| 2021/2022 Итоги \| Эстерсунд \| Эстерсунд \| Эстерсунд \| Эстерсунд \| Эстерсунд \| Хохфильцен \| Хохфильцен \| Хохфильцен \| Анси \| Анси \| Анси \| Оберхоф \| Оберхоф \| Оберхоф \| Оберхоф \| Рупольдинг \| Рупольдинг \| Рупольдинг \| Антхольц \| Антхольц \| Антхольц \| ОИ Пекин (*) \| ОИ Пекин (*) \| ОИ Пекин (*) \| ОИ Пекин (*) \| ОИ Пекин (*) \| ОИ Пекин (*) \| Контиолахти \| Контиолахти \| Контиолахти \| Отепя \| Отепя \| Отепя \| Отепя \| Осло \| Осло \| Осло \| \| Очков \| Место \| Инд \| Спр \| Спр \| Пр \| Эст \| Спр \| Пр \| Эст \| Спр \| Пр \| МС \| Спр \| См \| Осм \| Пр \| Спр \| Эст \| Пр \| Инд \| Эст \| МС \| См \| Инд \| Спр \| Пр \| Эст \| МС \| Эст \| Спр \| Пр \| Спр \| МС \| См \| Осм \| Спр \| Пр \| МС \| \| 56 \| 63 \| — \| — \| 39 \| 39 \| — \| 47 \| 10 \| 3 \| 25 \| 36 \| — \| — \| — \| — \| — \| — \| — \| — \| — \| — \| — \| — \| — \| — \| — \| — \| — \| — \| — \| — \| — \| — \| — \| — \| — \| — \| — \| |                 |           |           |           |           |           |            |            |            |      |      |      |         |         |         |         |            |            |            |          |          |          |              |              |              |              |              |              |             |             |             |       |       |       |       |      |      |      |
| В таблице отражены места, занятые спортсменом на гонках биатлонного сезона. Инд — индивидуальная гонка Пр — гонка преследования Спр — спринт МС — масс-старт Эст — эстафета См — смешанная эстафета Осм — одиночная смешанная эстафета DNS — спортсмен был заявлен, но не стартовал DNF — спортсмен стартовал, но не финишировал LPD — спортсмен был снят с дистанции по ходу гонки (для гонок преследования и масс-стартов) DSQ — спортсмен был дисквалифицирован отм — гонка была отменена — — спортсмен не участвовал в этой гонке |                 |           |           |           |           |           |            |            |            |      |      |      |         |         |         |         |            |            |            |          |          |          |              |              |              |              |              |              |             |             |             |       |       |       |       |      |      |      |
| 2021/2022 Итоги | 2021/2022 Итоги | Эстерсунд | Эстерсунд | Эстерсунд | Эстерсунд | Эстерсунд | Хохфильцен | Хохфильцен | Хохфильцен | Анси | Анси | Анси | Оберхоф | Оберхоф | Оберхоф | Оберхоф | Рупольдинг | Рупольдинг | Рупольдинг | Антхольц | Антхольц | Антхольц | ОИ Пекин (*) | ОИ Пекин (*) | ОИ Пекин (*) | ОИ Пекин (*) | ОИ Пекин (*) | ОИ Пекин (*) | Контиолахти | Контиолахти | Контиолахти | Отепя | Отепя | Отепя | Отепя | Осло | Осло | Осло |
| Очков | Место           | Инд       | Спр       | Спр       | Пр        | Эст       | Спр        | Пр         | Эст        | Спр  | Пр   | МС   | Спр     | См      | Осм     | Пр      | Спр        | Эст        | Пр         | Инд      | Эст      | МС       | См           | Инд          | Спр          | Пр           | Эст          | МС           | Эст         | Спр         | Пр          | Спр   | МС    | См    | Осм   | Спр  | Пр   | МС   |
| 56 | 63              | —         | —         | 39        | 39        | —         | 47         | 10         | 3          | 25   | 36   | —    | —       | —       | —       | —       | —          | —          | —          | —        | —        | —        | —            | —            | —            | —            | —            | —            | —           | —           | —           | —     | —     | —     | —     | —    | —    | —    |

## Личная жизнь
3 октября 2022 года женился на биатлонистке Анастасии Батмановой, сама свадьба состоялась в апреле 2023 года. 25 мая 2025 года у пары родилась дочь Вера.  